# Henrik Kullberg
Henrik Kullberg, född 27 januari 1891 i Strömfors, död där 4 december 1953, var en finländsk politiker, till yrket jordbrukare.
Kullberg kom redan i unga år med i det kommunala livet i hemsocknen och var senare i flera decennier ordförande i kommunalstämman och kommunalfullmäktige. Han var riksdagsledamot (SFP) 1927–1930 och 1933–1953 samt biträdande lantbruksminister 1953. Han erhöll kommunalråds titel 1953.